# McLaughlin Group
Die McLaughlin Group war eine politische Diskussionssendung im US-amerikanischen Fernsehen. Namensgebend war John McLaughlin, der von 1982 bis zu seinem Tod 2016 die Diskussionsrunde leitete. Eine Neuauflage wurde 2017 bis 2020 von Tom Rogan moderiert.
Die Diskussionsrunde setzte sich ursprünglich aus den festen Gesprächspartnern John McLaughlin († 2016, Moderation und Gesprächsleitung), Eleanor Clift (Newsweek), Pat Buchanan (MSNBC), Tony Blankley († 2012) (The Washington Times) und einem Gast zusammen.
Tony Blankley arbeitete für verschiedene prominente Republikaner in exponierter Stellung, u. a. als Redenschreiber und „Political Analyst“ für Ronald Reagan sowie als Pressesprecher des früheren Sprechers des Repräsentantenhauses, Newt Gingrich.
Pat Buchanan war in der Administration des republikanischen Präsidenten Richard Nixon als Berater und Redenschreiber des Präsidenten tätig gewesen, bewarb sich anfangs mehrfach erfolglos um die Nominierung einer Präsidentschaftskandidatur der Republikaner. Im Jahre 2000 kandidierte er, der sich in Abgrenzung zum Neokonservatismus als „paläokonservativ“ bezeichnete, für die Reformpartei, die nach dem Abtritt von Ross Perot vor der Spaltung stand und zwei Kandidaten nominierte (Buchanan und John Hagelin). Buchanan wurde von der Wahlbehörde als Bewerber anerkannt und erhielt rund 450.000 Stimmen bzw. 0,4 %.
Eleanor Clift vertritt links-liberale Positionen. Diese stimmt sehr stark mit der Line ihres Arbeitgebers (Newsweek) überein.
Der jeweils wechselnde Gast vertrat ebenfalls linke, liberale oder zentristische Positionen, zum Teil mit einer ähnlich starken Bindung zu den Demokraten (vor allem Lawrence O’Donnell) wie Blankley zu den Republikanern. Die Liste der Gäste ist sehr kurz, viele Gäste kommen oft wieder oder sind gar über Wochen und Monate ständig anwesend (wie z. B. Lawrence O’Donnell). Zu Sendungen, die sich überwiegend mit der Lage im Nahen und Mittleren Osten beschäftigen, wurden entsprechend arabische Kollegen eingeladen.
Zuletzt wurde sie über die meisten Affiliates von PBS und einige von NBC sowie bei CNBC Europe, U.S. Armed Forces Television und VoA News (ehemals WorldNet) ausgestrahlt.
Die Sendung wurde mit dem Tod von John McLaughlin im Jahr 2016 zunächst beendet. Zwischen August 2017 und Dezember 2020 wurde eine Neuauflage unter der Gesprächsleitung des zuvor als regelmäßigen Gast in Erscheinung getretenen politischen Journalisten Tom Rogan ausgestrahlt.